# 김필희
김필희(金弼熙, 1872년 9월 14일(음력 8월 12일) ~ 1960년 양력 8월 14일)은 대한제국의 관료 출신으로 일제강점기에 조선총독부 중추원 참의를 지냈다. 본관은 경주이다.

## 생애
1894년 외무아문의 주사직을 맡은 것을 시작으로 대한제국의 외교 관련 관료로 일했다. 영어에 능통하여 외국어학교 교관을 지내기도 했다.
한일 병합 조약 체결 후 설치된 조선총독부의 자문기관인 중추원의 부찬의로 1911년 임명되었고, 1921년 중추원 편제 개편 후 참의에 임명되었다. 이 기간 중인 1914년 제1차 세계대전 참전 군인 후원을 위한 기부금으로 경성군인후원회에 2원을 냈다. 중추원 참의로는 1924년 임기 만료 시점까지 재직하여 약 13년간 중추원의 부찬의와 참의로 근무했다.
2002년 발표된 친일파 708인 명단과 2008년 민족문제연구소가 정리한 친일인명사전 수록예정자 명단에 모두 수록되었으며, 2007년 대한민국 친일반민족행위진상규명위원회가 발표한 친일반민족행위 195인 명단에도 포함되었다.

## 같이 보기
- 조선총독부 중추원

## 참고자료
- 친일반민족행위진상규명위원회 (2007년 12월). 〈김필희〉 (PDF). 《2007년도 조사보고서 II - 친일반민족행위결정이유서》. 서울. 563~565쪽쪽. 발간등록번호 11-1560010-0000002-10. [깨진 링크(과거 내용 찾기)]